# Oxynotus
Oxynotus és un gènere de tauró esqualiforme de la família Dalatiidae.

## Taxonomia
- Oxynotus bruniensis (Ogilby, 1893)
- Oxynotus caribbaeus (Cervigón, 1961)
- Oxynotus centrina (Linnaeus, 1758)
- Oxynotus japonicus (Yano i Murofushi, 1985)
- Oxynotus paradoxus (Frade, 1929)